# Диалектология
Диалектология е дял от езикознанието, който изучава диалектите, тоест всички езикови прояви извън обсега на книжовния език в съвременното им състояние и/или историческо развитие (териториални диалекти и социални говори). На Запад се смята за поддисциплина на социолингвистиката.
Изучава вариетивностите в езика, базирано основно на географско разпространение и техните сходни черти.
Възниква в началото на XIX в. Свързана е с научните дисциплини етнография, топономастика, археология, фолклористика и др.
Думата е от гръцки произход (διαλεκτολογία) и буквално означава наука за диалекта (διάλεκτος – говор, диалект, λόγος – наука).